# Wurst (hippomobile)
 (mai 2014).
Si vous disposez d'ouvrages ou d'articles de référence ou si vous connaissez des sites web de qualité traitant du thème abordé ici, merci de compléter l'article en donnant les références utiles à sa vérifiabilité et en les liant à la section « Notes et références ».
Pour les articles homonymes, voir Wurst.

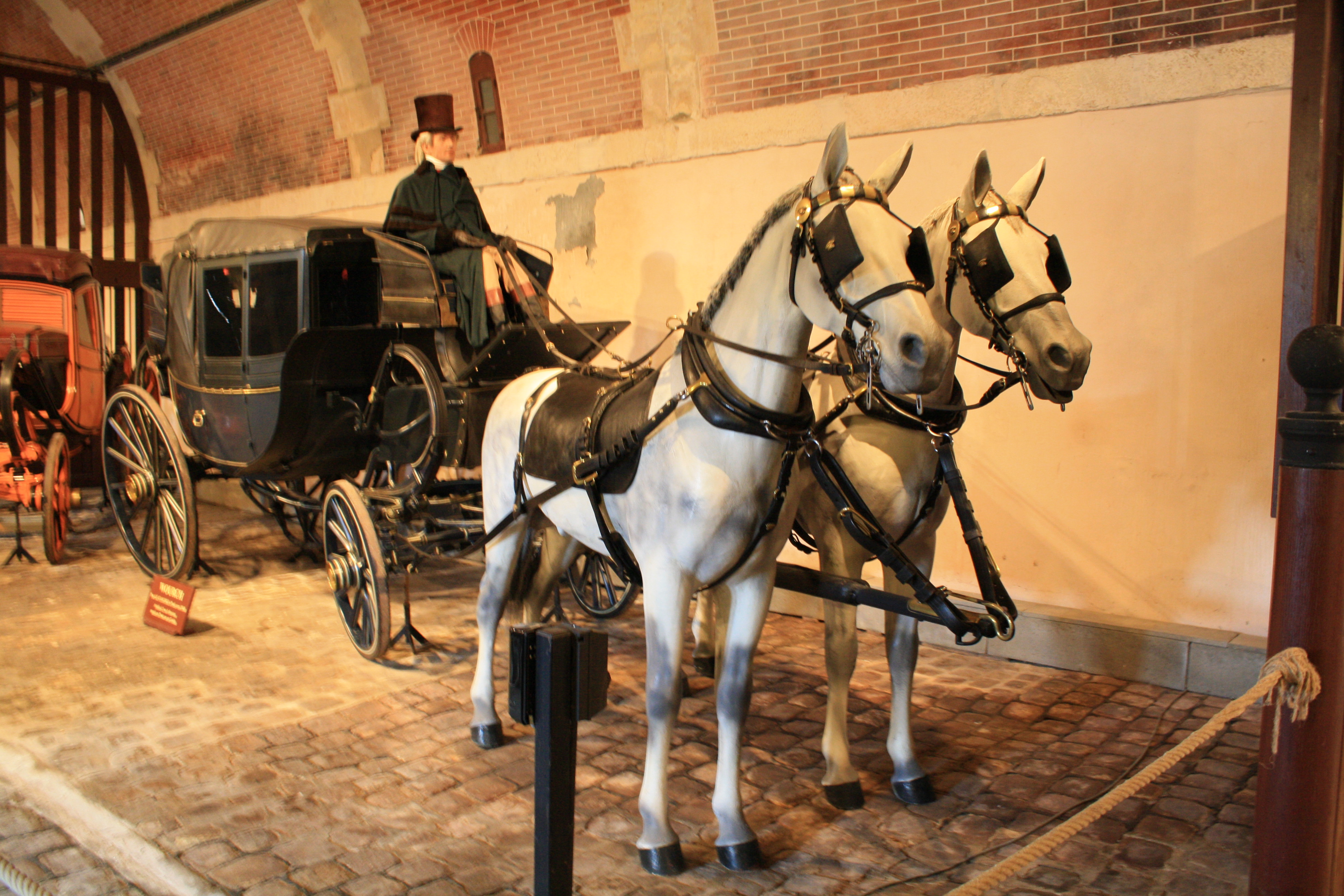
Wourch (vers 1840), musée des équipages de Vaux-le-Vicomte.

Le wurst (mot allemand signifiant « saucisse ») est une voiture hippomobile inventée en Allemagne, et utilisée aussi en Russie et en Pologne. Elle était principalement utilisée par des hommes pour se rendre à des rendez-vous de chasse. 
On trouve les orthographes wourst, wource, vource, wurch, wourch, wourche...
Sur le même principe, le drojki était une petite voiture légère utilisée en Russie.

## Description
Elle consiste en une longue poutre entre deux essieux, suspendue sur des courroies-soupentes, sur laquelle on s'assoit à califourchon, les uns derrière les autres. Parfois elle peut être munie de selles pour améliorer le confort. Deux marchepieds de part et d'autre permettent de poser les pieds. Il y a un siège à l'avant pour le cocher. À l'arrière, on pouvait parfois avoir une caisse de cabriolet, munie d'une capote, qui pouvait recevoir deux dames, assises de part et d'autre de la poutre centrale. 
Cette voiture disparut avec l'Ancien Régime.

## Évolution
Au début du XIXe siècle apparut une évolution du wurst qui devint une calèche transformable à deux ou quatre chevaux qui pouvait se fermer entièrement l'hiver. On utilise le terme « wourch » à consonance anglaise pour désigner ce type véhicule.
On connaît particulièrement les wourchs construits par A. F. Clochez, sellier carrossier à Paris, vers 1830-1840 (modèle du musée des équipages de Vaux-le-Vicomte ou modèle du haras de Tarbes qui fut utilisé jusqu'à la veille de la Seconde Guerre mondiale à Lourdes.